# Reinli stavkirke
Kościół klepkowy w Reinli (Reinli stavkirke) – kościół klepkowy (słupowy), znajdujący się w norweskiej miejscowości Reinli, w gminie Sør-Aurdal, w okręgu Oppland. Jest prawdopodobnie trzecim kościołem wybudowanym w tym samym miejscu.
Po raz pierwszy kościół w Reinli został wspomniany przez Olafa II Świętego, który w 1023 roku odwiedził osadę. Prawdopodobnie już przed rokiem 1000 na miejscu dzisiejszego kościoła znajdowała się świątynia pogańska.
Datowanie radiowęglowe pozwoliło określić datę budowy kościoła na rok 1190. Badanie to stanowiło zaprzeczenie wcześniejszych datowań przeprowadzanych na podstawie porównania technik konstrukcyjnych z innymi kościołami klepkowymi Norwegii. Pozwoliły one określić czas powstania budowli na okolice roku 1326. Kościół mógł więc zostać przebudowany w XIV wieku z wykorzystaniem XII-wiecznych elementów wcześniejszej konstrukcji. Zachowało się pisemne potwierdzenie istnienia świątyni z roku 1327.
W latach 1976–1977 zostały przeprowadzone prace restauracyjne. W kościele nie ma elektrycznego oświetlenia ani ogrzewania. Od czasu reformacji świątynia należy do Kościoła Norweskiego.